# Papessa Joana

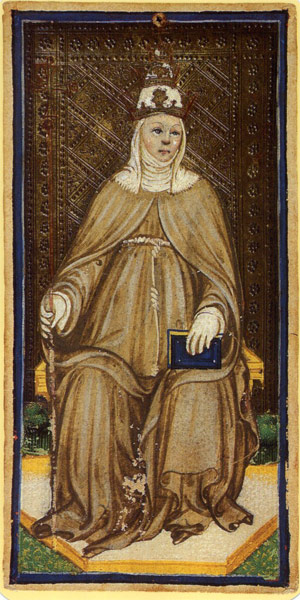
Papessa Joana

La papessa Joana fou una papessa de Roma llegendària que hauria usurpat el papat catòlic amagant el seu sexe. Se sol situar cronològicament durant els pontificats de Benet III i Joan VIII, al segle ix, tot i que no hi ha cap prova fefaent de la seva existència.
Hi ha diferents versions de la història, però el que tenen en comú és que Joana va ser una dona que va aconseguir introduir-se en la cort papal i dissimulant que era una dona va aconseguir ser escollida com a papa. Va ser descoberta quan va haver d'aturar-se enmig d'una processó religiosa perquè es va posar de part. Segons les versions va morir en el part o va ser apedregada per l'assistència. Des d'aleshores s'hauria instaurat un ritual per verificar el sexe dels papes electes: postrats sobre la «Sedia Stercoraria», una figura amb càrrec eclesiàstic palpava els genitals del futur papa i, si tot estava en ordre manifestava el «Testes habet et bene pendentes», afirmació a la qual seguia un «Deo Gratia».
La crònica de Jean de Mailly, escrita al voltant de 1250, conté la primera menció d'una dona papa sense nom i va inspirar diversos relats més durant els anys següents. La versió més popular i influent és la del Chronicon Pontificum et Imperatorum de Martí d'Opava també al segle XIII. Martí va introduir detalls com que el nom de naixement de la papessa era John Anglicus de Mainz, que va regnar al segle IX i que va entrar a l'església per seguir el seu amant. L'existència de la papessa Joana va ser utilitzada en la defensa de Walter Brut en el seu judici per heretgia el 1391. La llegenda es va acceptar generalment com a certa fins al segle XVI, quan un ampli debat entre escriptors catòlics i protestants va posar en qüestió la història: diversos escriptors van assenyalar poc verossímil diferència de temps entre la suposada vida de Joana i la seva primera aparició als textos. Actualment és considerada una llegenda..
S'han assenyalat diverses raons per la difusió d'aquests relats: per una banda, la utilització de la figura d'una dona inspirada pel diable per arribar al papat coincidí amb l'inici i auge de la caça de bruixes al continent europeu, la persecució d'heretgies —com ara les comunitats de beguines—, així com la transformació, en l'àmbit literari, de la dona sobrenatural —la fada— en bruixa. Els dominics, molt influents en la inquisició, i entre els quals ho eren alguns dels més coneguts difusors de la història com Joan de Mailly, Arnau de Lieja o Martí d'Opava van fer un paper fonamental en aquesta transformació. Per altra banda, autors protestants com Jan Hus, Luter o Calví, empraren la història de la intrusió de la papessa Joana com a argument misògin per invalidar la successió papal en els seus atacs a l'església catòlica.

## La versió d'Emmanuïl Roïdis
L'escriptor grec Emmanuïl Roïdis (1836-1904) va publicar el 1886 la novel·la La Papessa Joana (Ἡ Πάπισσα Ἰωάννα), obra que es basa en múltiples fonts de la llegenda original i que satiritza el clero de l'Església d'Occident d'època medieval. Va ser un èxit immediat però també l'origen de moltes disputes i va ser excomunicat pel Sagrat Sínode. Les seves cinc edicions consecutives, però, van catapultar Roïdis a la fama internacional i se n'han fet múltiples traduccions, inclosa la catalana d'Antoni Góngora a Edicions La Magrana (2000). Roïdis probablement va sentir la llegenda de jove, quan vivia a Gènova, i sempre va tenir la intenció d'escriure-la. Es va documentar a bastament en fonts bibliogràfiques alemanyes, gregues i franceses i, de fet, a l'obra li va posar el subtítol Un estudi medieval (Μεσαιωνική Μελέτη) per ressaltar-ne el seu valor històrico-folklorista.
Altres autors com Bocaccio, Martí Luter, Stendhal, o Bertolt Brecht inclogueren el personatge en les seves obres.